# Helicicultuur

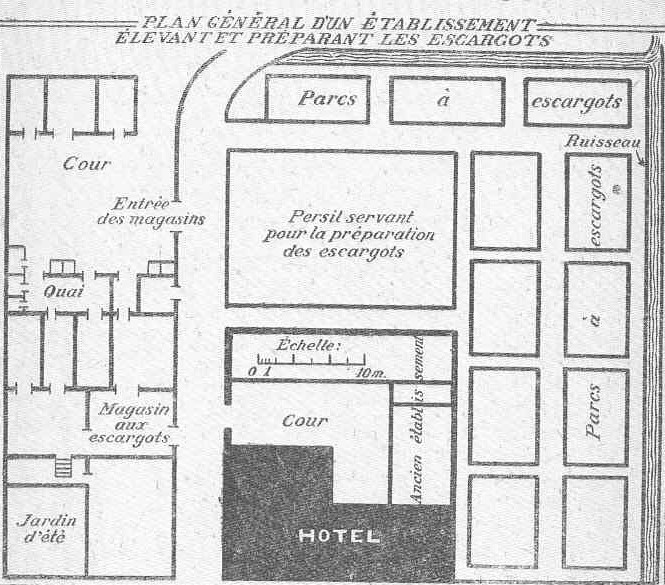
Plattegrond van het Franse Escargots Boisseau, in Dannemoine, van rond 1900. Het was een van de eerste professionele all-in slakkenfabrieken.

Helicicultuur of slakkenkweek is het proces van de kweek en verwerking van slakken. Professionele slakkenkweek wordt vooral gedaan voor de consumptie van het vlees, dat als escargot van de hand gaat; de eitjes, die als slakkenkaviaar op de markt gebracht worden; en het slakkenslijm, dat in cosmetica en in geneeskunde gebruikt wordt.
Voor de kweek wordt in Europa voornamelijk de segrijnslak (Cornu aspersum) gebruikt. Er wordt ook gekweekt met de Afrikaanse reuzenslak, maar de techniek hiervan wijkt af van wat in dit artikel besproken wordt.

## Geschiedenis
Slakken bevinden zich vrijwel op de bodem van de voedselpiramide. Ze worden dan ook van oudsher door vrijwel alle andere dieren, inclusief de mens, gegeten. De slak is een eenvoudige prooi, vol proteïnen, vitaminen, en kalk voor de botten. Het oudste bewijs van slakkenconsumptie door de mens dateert van ca. 10.000 voor Christus en betreft hoopjes leeggegeten slakkenhuisjes achtergebleven in grotten in het Middellandse Zeegebied. Er is zelfs een argument voor de claim dat de slak het eerste dier ooit was die door de mens gedomesticeerd werd voor voedselproductie, nog vóór de viervoeters, waarvan gewoonlijk de eerste domesticatie wordt geclaimd.
De oudste documentatie van het feitelijk houden van slakken dateert echter uit de Romeinse tijd, beschreven door Marcus Varro in Rerum rusticarum en Plinius de Oudere in Naturalis historia: Een halve eeuw voor Christus was er toen ene Quintus Fulvius Lippinus, een ondernemer die slakkenparken, de zogenaamde cochlearia, bouwde en exploiteerde. Slakken werden toen vooral in de natuur verzameld en in parken gehouden tot de dag dat ze geconsumeerd zouden worden, maar er werd ook geanticipeerd op feitelijke kweek. Vanwege de verouderde terminologie is niet met zekerheid te zeggen om welke slakkensoorten het ging, maar het is duidelijk dat er ten minste vier soorten slakken verhandeld werden, waaronder mogelijk de Afrikaanse reuzenslak. Archeologische vondsten tonen verder dat de Romeinen in elk geval de Otala lactea, segrijnslak en wijngaardslak aten, en deze ook voor consumptie meenamen naar de verste buitenposten in het Romeinse rijk. Zo is de wijngaardslak waarschijnlijk door de Romeinen in Engeland terecht gekomen, en zijn de Engelsen geleidelijk aan geïntroduceerd aan wat zij de 'Roman snail' (Romeinse slak) noemden. Hoewel ze niet afkerig waren, is escargot in Engeland nooit zo populair geworden als op het continent, waar de slak deel werd van diverse tradities. In elk geval is er geen aanwijzing dat in Engeland slakken werd gehouden tot diep in de twintigste eeuw.

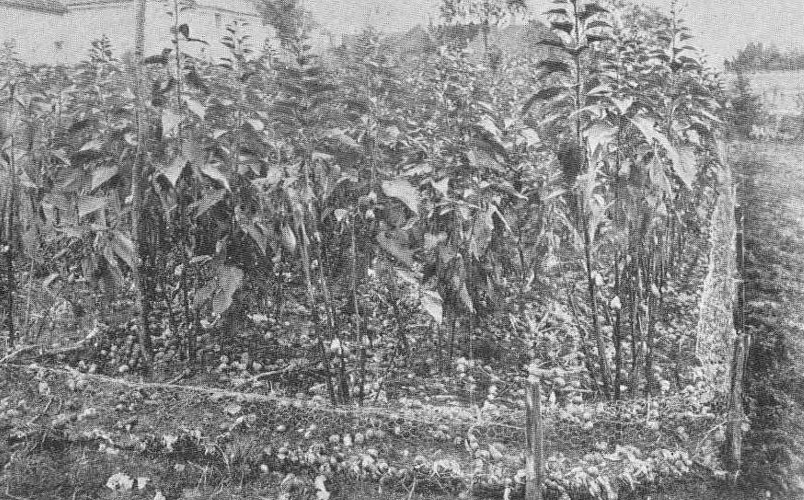
Slakken geraapt in de natuur en daarna bewaard binnen de omheining van een slakkenpark (1911)

Na de Romeinen werd de slak door de eeuwen heen vooral uit de natuur geraapt, en tegen het einde van de negentiende eeuw werd het geprofessionaliseerd: slakken werden toen grootschalig uit de natuur geraapt en in parken bewaard totdat ze klaar voor verwerking waren. Binnen het etablissement zou dan een industriële keuken zijn waar de slakken gekookt en voor verkoop klaargemaakt werden.
Getuige de hoeveelheid literatuur die erover bestaat, is er sindsdien in Frankrijk veel onderzocht en geëxperimenteerd over de slakkenkweek. Het begon echter pas in de zestiger jaren van de twintigste eeuw professionele vormen aan te nemen. Italië haakte toen ook gauw aan met hun eigen "full-biocyle" systeem. Spanje zou pas veel later tot geprofessionaliseerde kweek overgaan.
De vraag naar gekweekte slakken is sinds dezelfde jaren zestig ook toegenomen, mede door het slinken van de natuurlijke voorraden en de opkomst van de wetgeving die de slak in toenemende mate in bescherming nam. De arbeidskosten, en daarmee de prijs van het product, stijgen echter snel in de economisch meest ontwikkelde landen. De markt valt dan ook terug op de natuurlijke voorraden in economisch minder ontwikkelde landen, met name in Oost-Europa. Daar zijn in de loop van de jaren de natuurlijke voorraden echter eveneens beginnen te slinken en worden de Europese beschermingswetten ook daar geleidelijk aan van kracht. Met de kennis over slakkenkweek uit Frankrijk en Italië is er rond het millennium in oostelijk Europa een explosieve groei gekomen van slakkenkwekers.

### Nederland

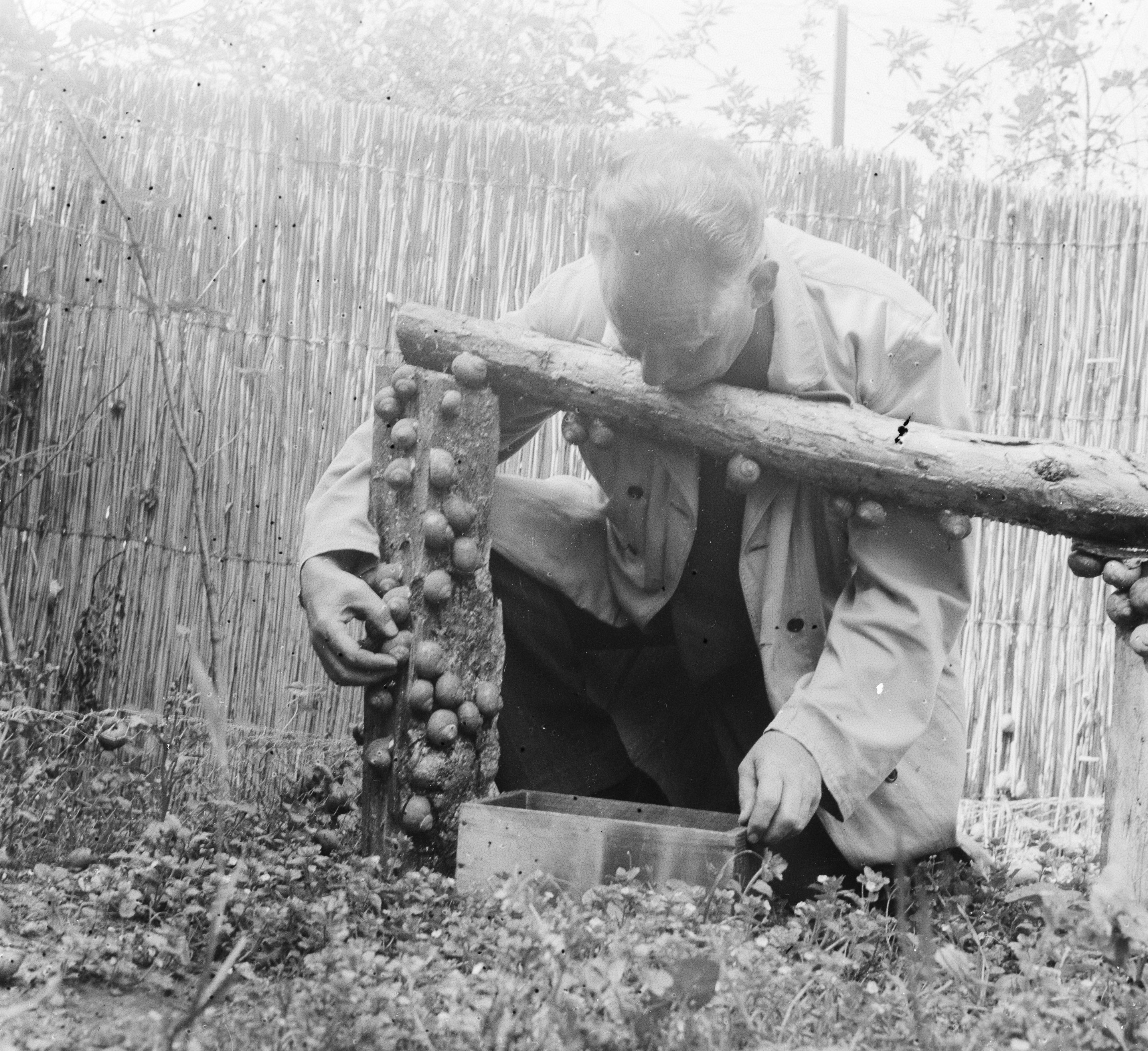
Florack aan het werk op zijn slakkenkwekerij in Valkenburg, anno 1950

In Nederland is er nauwelijks geschiedenis op het gebied van de slakkenkweek. Pas in 1917 werd gesproken van kweek van wijngaardslakken in Limburg die „tot voor enkele jaren gekweekt werden in Limburg voor uitvoer naar België". Het is echter onbekend om welke kwekerij het ging en hoever deze teruggaat in de geschiedenis.
In de zomer van 1950 opende Pierre Florack (1894-1983), die zich al sinds 1925 met wijngaardslakken bezighield, in Valkenburg de "eerste Nederlandse Slakken-Carcollen kwekerij" van wijngaardslakken. Er zou in die tijd grote vraag zijn naar eetbare slakken en de kweker hoopte ook zijn "panklaar en serveerbaar" product naar het buitenland af te zetten. Na een kleine twee roemruchtige decennia is het in 1968 ter ziele gegaan.
Er waren in de jaren zeventig een kleine viertal Nederlandse kwekers. Hiervan kwam in de periode 1970-74 Herman Nuss uit Beekbergen geregeld in het nieuws. Hij kweekte wijngaardslakken en hij was steevast bijzonder optimistisch over het potentieel van de slakkenkweek in Nederland. Behalve zijn eigen kweek, was hij druk met experimenteren en verkenning van de mogelijkheden voor de Nederlandse slakkenkweeksector. Hij was daartoe secretaris van de Nederlandse afdeling van Fedeuro, een Europese federatieve werkgemeenschap voor pelsdieren- en wijngaardslakkenteelt. Na 1974 is er echter niets meer van hem vernomen. De aandacht voor de wijngaardslak was niet beperkt tot de kweek. In 1972 werd op de Technische Hogeschool Twente een ecologische tuin aangelegd, waarin onder andere wijngaardslakken waren geïntroduceerd. Grondig onderzoek naar de spreiding en kweek van wijngaardslakken in Nederland werd in 1974 afgesloten met de conclusie dat het uitzetten en kweek van deze diersoort gedoemd was te falen. De eropvolgende jaren ging de aandacht van de kweker naar de twee ondersoorten van de segrijnslak, te weten de petit gris en de gros gris. Wijngaardslakken worden dan nog slechts als nevenactiviteit (experimenteel, curiositeit, exclusieve teelt) gehouden.
In de jaren tachtig bleek de belangstelling voor de kweek in Nederland uit het feit dat de Middelbare Agrarische School in Helmond een begeleider vrijmaakt voor de sturing van een groep kwekers en de opzet van een slakkenkweekcursus. Ook de Landbouwuniversiteit van Wageningen was actief met diverse projecten over slakken en slakkenkweek wereldwijd. Er waren toen een kleine tiental slakkenkwekers in het land, maar op de een of andere manier kwam de sector in Nederland niet van de grond. Men werd ervan doordrongen dat de kweek zelf niet zozeer het probleem is, maar veeleer de verwerking en verkoop van het product.
De kwekers realiseerden zich ook dat ze moeten samenwerken en in het begin van de jaren 1990 sloegen ze de handen ineen. De Coöperatieve Vereniging van Nederlandse Escargotkwekers Helix U.A. werd opgericht om de problemen het hoofd te bieden waarmee de kwekers met het verwerken en verkoop van hun product te maken hebben. Om de slakkensector in Nederland gezond te houden, zou echter minstens vijf ton slakken afgezet moeten worden door alle kwekers tezamen. Anno 2000 werd dat bij lange na niet gehaald.
De zorgen over biologisch verantwoord voeding drong eind jaren 90 ook de Nederlandse slakkenkweek binnen. Een Texels bedrijf dat waddenproducten verkocht, benaderde slakkenkweker Kerkhaert. Ze gingen samen met Skal om de tafel om de mogelijkheden betreffende Kerkhaerts slakken te bespreken. De eerste EKO-keurmerk voor slakken op Nederlandse bodem wordt voor het tweede millennium een feit.
Een ruim decennium later was plots het hek van de dam. In 2010 werd door minister van Landbouw Gerda Verburg in 2010 een miljoen euro aan Wageningen Universiteit gegeven voor onderzoek naar de mogelijkheden om insecten voor consumptie te kweken. Of dat de aanleiding was is niet duidelijk, maar vanaf 2012 werd de ene kwekerij na de andere opgericht. Anno 2022 telt het land ten minste acht kwekerijen die zich enigszins in de kijker gewerkt hebben. Het aantal kwekers die volledig van de slakkenkweek kunnen leven zijn dan nog altijd op een hand te tellen.

## Biologie
Een goed begrip van de biologie van de eetbare landslak is een voorwaarde voor een succesvolle exploitatie van de slakkenkwekerij. Hieronder volgt de biologische eigenschappen van de slak waar de slakkenkweker rekening mee dient te houden ter optimalisatie van de kweek.

### Slakkensoorten
Er is geëxperimenteerd met het kweken met meerdere soorten eetbare landslakken, waaronder in het bijzonder de wijngaardslak, maar anno 2020 blijkt alleen de segrijnslak voor de kweek economisch rendabel te zijn. Voor de kweker is in het bijzonder de grote segrijnslak (gros gris) interessant, omdat het meer vlees per vierkante meter oplevert en het dier bovendien makkelijker op zijn plek te houden is dan de zeer beweeglijke normale (kleine) segrijnslak (petit gris).
Lange tijd is geëxperimenteerd met de wijngaardslak waarvan het vlees zeer gewaardeerd wordt. Het dier blijkt echter extreem gevoelig voor handling, en floreert het slechts in een zeer specifiek klimaat en fysieke omgeving. Vergeleken met de segrijnslak legt de wijngaardslak bovendien tot driemaal minder eieren, heeft het twee keer zoveel tijd nodig tot volgroeiing en heeft het minstens dubbel van de ruimte nodig. Als gevolg hiervan wordt de wijngaardslak nu in het algemeen als bijproduct gekweekt.
De Turkse slak past zich makkelijker aan verschillende klimaat en fysieke omstandigheden, maar heeft voor de kweker verder dezelfde nadelen als de wijngaardslak. Overigens wordt het vlees minder gewaardeerd en is het diertje volop in de natuur te vinden. Het is dan ook een soort waarop volop gejaagd wordt voor verkoop aan verwerkingsfabrieken.
Kleinere slakkensoorten zijn niet interessant voor noch de kweek noch de industriële verwerking vanwege hun beweeglijkheid en de relatief hoge arbeidskosten. Deze slakjes worden dan ook alleen in de natuur geraapt en traditioneel door de verzamelaars zelf geconsumeerd of op de markt verkocht. Dit geldt ook voor met name de anderszins zeer gewaardeerde cantareus apertus, die zich gedurende lange tijd van het jaar diep onder de grond verstopt en dus maar korte tijd van het jaar te vinden is.

### Omgevingsfactoren
Omgevingen beschreven door het lokale klimaat, geografie en vegetatie en waar bepaalde slakkensoorten van nature veel voorkomen zijn een indicatie voor waar een kwekerij van de beoogde soort succesvol kan zijn.

#### Klimaat
Voor een gezonde ontwikkeling van de slakken dienen gedurende het actieve seizoen de temperaturen dagelijks te schommelen tussen 16 graden 's nachts en 24 graden overdag en het relatieve luchtvochtigheid tussen maximaal 60% overdag en minimaal 80% 's nachts. De fluctuatie is van belang voor het biologische evenwicht van de slak. Een slak verzwakt bijvoorbeeld in een permanent vochtige omgeving waarin bacteriën vrij spel hebben en vat op het dier krijgen. Voor optimalisatie van de productie kan een kweker het daglicht kunstmatig regelen opdat de slak 's nachts gemiddeld acht uur actief is.
Voor een goede ononderbroken winterslaap worden op een slakkenkwekerij de temperaturen gedurende drie maanden tussen ca. 3 en 7 graden gehouden en luchtvochtigheid permanent onder de 60%. Sterftecijfers springen omhoog wanneer de genoemde temperatuur- en vochtigheidsmarges verstoord worden.
Hoe dichter een lokaal klimaat bij de ideale waarden zit, hoe goedkoper het is voor een kwekerij extra maatregelen te nemen om in de ideale marge te zitten.

#### Fysieke omgeving
Hetzelfde geldt voor het verschaffen van de fysieke omgeving. Als de grond van nature alkalisch is en veel kalk bevat, zal het relatief eenvoudig zijn om hierop zonder al te veel ingrijpen openluchtkwekerijen te bouwen. Aan de andere kant, wanneer een omgeving op het eerste gezicht niet ontvankelijk lijkt te zijn voor een eenvoudige slakkenkwekerij, kunnen hybride of zelfs indoor-kwekerijen overwogen worden.

### Dag- en levenscyclus
De slak is een nachtdier. Gedurende het actieve seizoen rust het overdag, in principe onder beschutting tegen de zon (voorkoming van oververhitting en dehydratatie) en uit het zicht van predatoren, idealiter op een koele plek enige hoogte van de grond. Van schemer tot zonsopgang is het actief en primair op zoek naar voedsel of om te paren. Luchtvochtigheid is hierbij een belangrijke variabele die processen kan intensifiëren of juist door elkaar kan gooien. Voor een optimale productie dient een slakkenkweker een ijzeren discipline aan te houden om het dagelijkse ritme van de slak niet te verstoren: kleine verstoringen (zoals onregelmatige bevochtiging en voeding) leiden tot verstoring in de ontwikkeling van de slak en kan de productie stilvallen.
Nieuwgeboren slakken hebben in de natuur door het grillige karakter van de natuurlijke omgeving ongeveer twee seizoenen nodig om tot wasdom te komen. Door de eerdergenoemde regelmaat in voeding en klimatisatie te handhaven kan deze ontwikkeling reeds in een seizoen voltooid worden. In het najaar eten slakken voor de opbouw van een reserve die ze nodig hebben voor de winterslaap, die - wederom afhankelijk van de grillen van de natuur - ten minste drie maanden duurt. De winterslaap begint wanneer de gemiddelde temperatuur permanent onder de 10 graden Celsius zakt. Wanneer in het voorjaar de gemiddelde temperatuur weer daarbovenuit stijgt, ontwaken ze en beginnen de uitgehongerde slakken met bijtanken. Dit duurt ongeveer twee weken, waarna de volwassen slakken beginnen te paren.

### Voedingspatroon

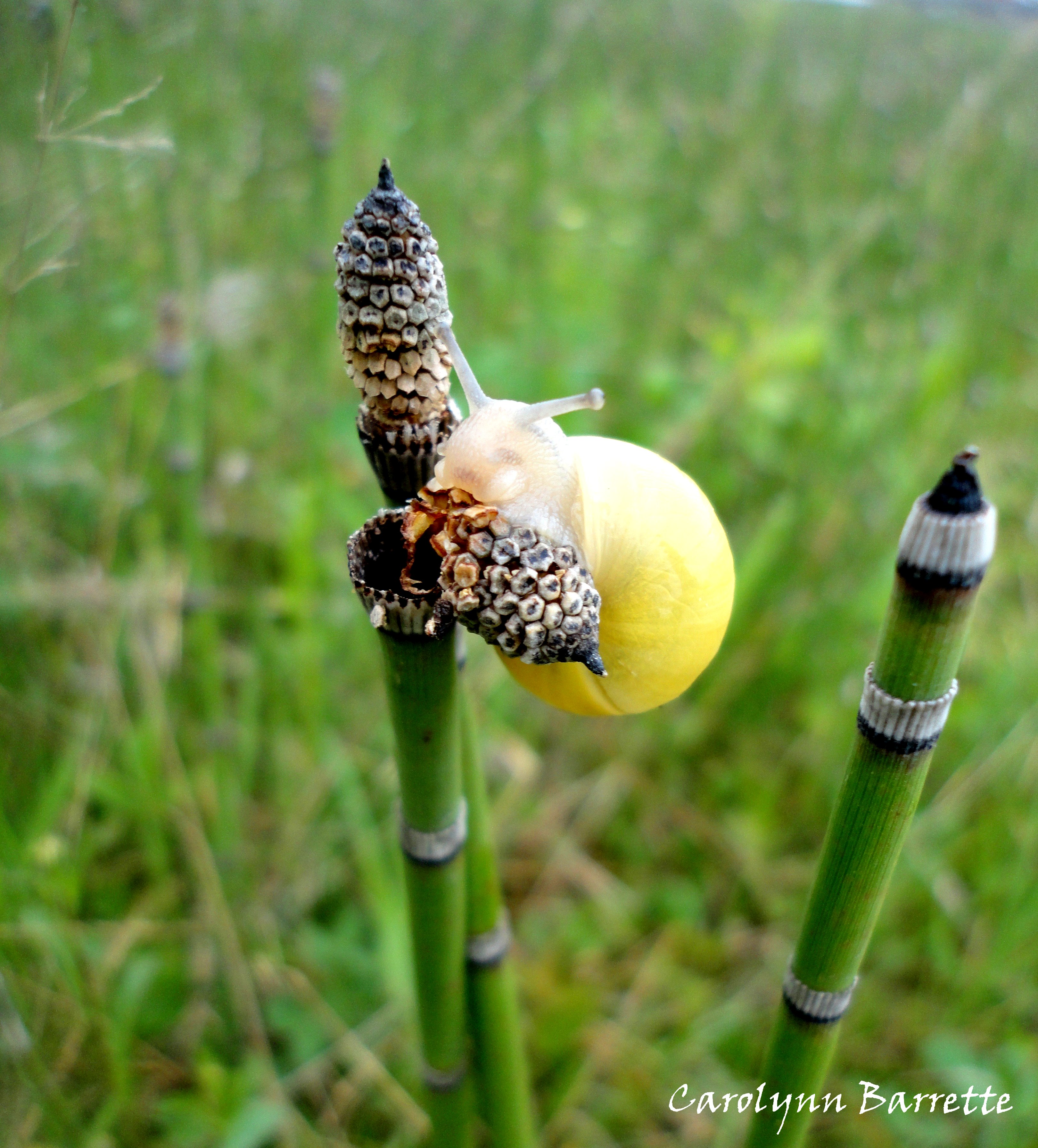
Een slak in de natuur doet zich tegoed aan paardenstaart.

De slak is vegetarisch en voedt zich idealiter met jong groen en fruit, zaden en granen. Het is echter selectief, en zal bijvoorbeeld niet aan peterselie of uiachtige planten komen. Het calcium benodigd voor de opbouw van zijn huisje wordt deels via kalkachtige gesteente verkregen. Ter verlaging van de voederconversiefactor, wordt in de kweek bij voorkeur bepaalde mixen van gemalen granen en zaden gegeven. Terwijl vitaminen en calcium in de mix toegevoegd kunnen worden, wordt de slak ook periodiek met verse groente en fruit gevoed.
De tuinslak is in beginsel een graasdier, dat wil zeggen dat het zijn voedsel van de rand benadert en al etend vooruitgang maakt. Onder normale omstandigheden zal de tuinslak geen vervuild of verrot voedsel tot zich nemen. Dergelijk voedsel dient dan ook tijdig verwijderd te worden om ziekten te voorkomen. In de praktijk komt dit erop neer dat voedsel in de kweek met mate en laagjes, geen hopen, verdeeld dient te worden.
Water wordt deels via de huid opgenomen en daarom is het voorzien van waterreservoirs strikt gesproken niet noodzakelijk als de lucht voldoende bevochtigd wordt en de slakken met verse groente en fruit gevoed wordt.

### Vijanden en ziekten
Omdat de slak op de bodem van de voedselpiramide en aan het eind van de meeste voedselketens bevindt, kent het vele predatoren, die azen op de proteïne en kalknutrienten waarin de slak voorziet. Bescherming van de slak tegen deze predatoren is dan ook een van de grootste zorgen voor de slakkenkweker.

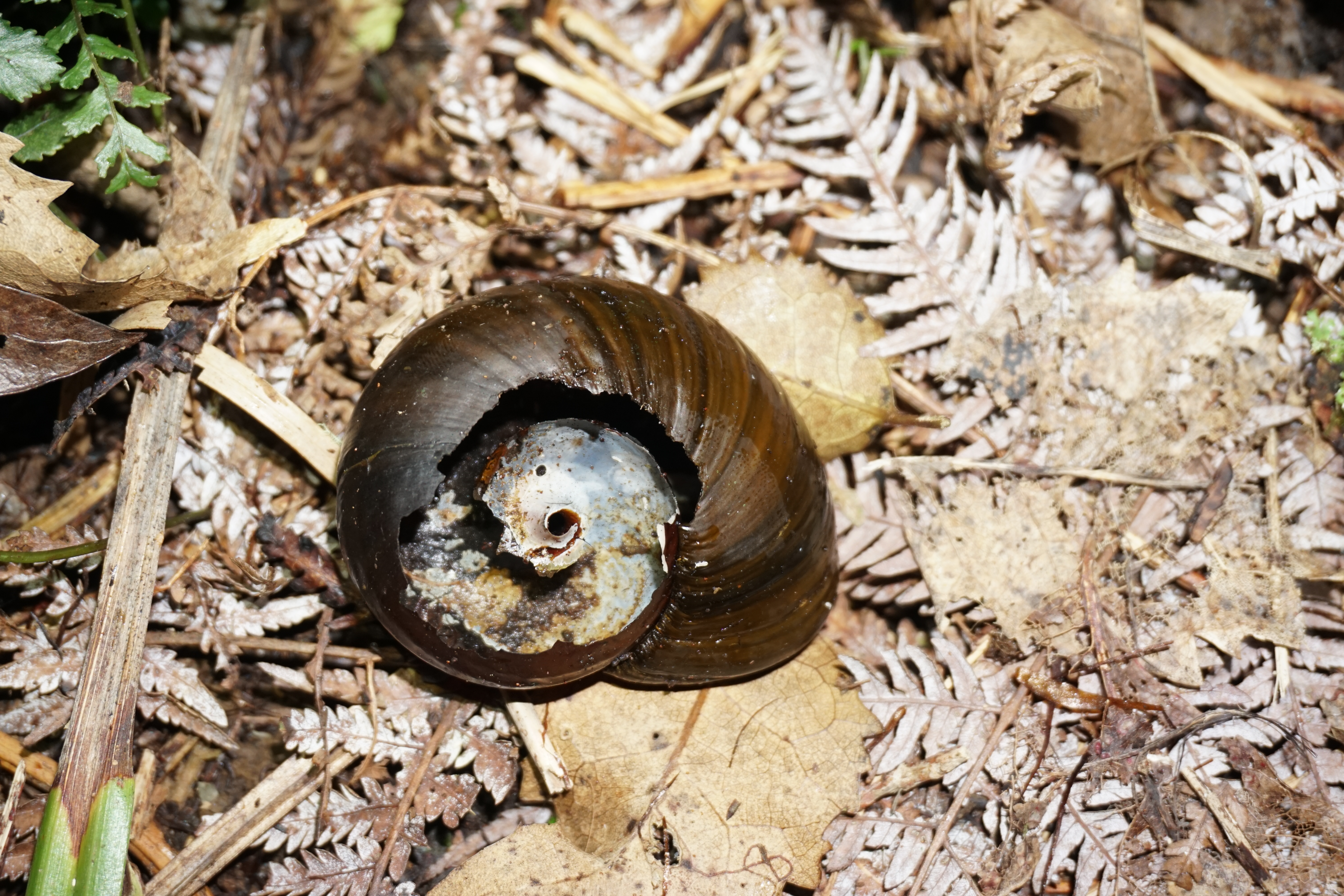
Slak dat vermoedelijk door een rat is opgegeten.

Het gaat in de kwekerij met name om vogels, zoogdieren (ratten en muizen, en ook wilde zwijnen, vossen en egels, waartegen fysieke maatregelen genomen kunnen worden. In geval van ratten en muizen kan ook met vergif gewerkt worden, maar dit kan problematisch zijn vanuit biologisch oogpunt en er is het risico dat slakken zelf het slachtoffer worden.
Predatoren in de vorm van reptielen (met name de hazelworm), amfibieën (met name kikkers en padden) worden met mechanische dierenvallen en handmatig aangepakt.
Er zijn diverse insecten die op de slak azen en de bekendste hiervan zijn de kortschildkevers. Deze predatoren bijten in de slak totdat de slak sterft van de ingespoten gif of door dehydratatie. Tegen deze insecten is weinig te doen en kunnen hun voorkomen slechts middels goed management, zoals de toepassing van combinatieteelt en biologische bestrijding, geminimaliseerd worden.
Voorts zijn er dieren die niet zozeer op slakken azen, maar die de slakkenkweek anderszins verstoren: mollen vernietigen wortelsystemen van planten en nesten in slakkenparken die op open grond gebouwd zijn. Tegen hen worden wederom vallen gebruikt of worden parken met ondergrondse gaaswerken beschermd. De naaktslak is een geducht probleem voor de slakkenkweker omdat het parasieten met zich meedraagt. Tevens is het een voedselconcurrent van de kweekslak. Naaktslakken zijn moeilijk te bestrijden. Het kan met gif, met eerder genoemde risico's, maar de meest gangbare wijze is hen handmatig te verwijderen.
Parasieten, nematoden en bacteriën vallen onder de zogenaamde ziekten waaraan een slak ten prooi kan vallen. In een natuurlijke omgeving leidt een slak relatief weinig aan dergelijke ziekten. In een kwekerij komt het vaker voor als gevolg van gebrek aan hygiëne, ongebalanceerde voeding of overbevolking. Deze ziekten zijn vrijwel altijd fataal en spreiden als een lopende brand. Hoewel bij goed management van een kwekerij dergelijke ziekten zelden voorkomen, zal een kwekerij altijd in compartimenten verdeeld moeten worden om schade als gevolg van uitbraken in te dammen.  

## Kweek

### Kweekfasen
Een volwaardige slakkenkwekerij bevat de volgende fasen (tussen haakjes de toegewezen ruimtes):
- Hibernatie (hibernatieruimte): Slakken moeten drie maanden ononderbroken slapen om met voldoende energie het volgende seizoen in te gaan.
- Reproductie (broedruimte): De moederslakken hebben een week de tijd nodig om op te starten, maar dan begint de reproductie die, afhankelijk van de planning, één tot twee maanden duurt.
- Incubatie (incubatieruimte): De eitjes worden verzameld en in een couveuse bewaard. Klimaatcondities moeten strikt gehandhaafd worden om gezonde eitjes en gelijktijdige rijping te bewerkstelligen.
- Beschermde groei van babyslakken[24] (nursery): De babyslakjes worden in een beschermde omgeving geplaatst waar ze met voor hen geschikte voedsel kunnen aansterken en groeien voordat ze in de groeiparken geplaatst worden.
- Vetmesten van de juvenilen (Groeiparken, en: fattening): De juvenilen worden ten slotte in de groeiparken geplaatst. Daar kunnen ze onder vrijwel natuurlijke omstandigheden tot wasdom komen.
- Droging (droogruimte): Wanneer de slakken volgroeid zijn (of de moederslakken uitgebroed zijn), worden ze in drooginstallaties geplaatst voor droging en vasten. De slakken ledigen hun ingewanden en gaan in winterslaap.

Na ongeveer twee weken zijn deze slakken klaar voor ofwel de winterslaap dat aan de volgende cyclus voorafgaat, ofwel voor verwerking en verkoop.
Niet elke slakkenkwekerij faciliteert alle fasen. Afhankelijk van de kennis die de kweker in huis heeft, zijn investering, kweekmethode en doelstellingen, kan het zijn dat hij slechts enkele fasen beslaat en/of fasen in dezelfde ruimtes combineert.
In het eenvoudigste geval kan een boer jaarlijks van buitenaf babyslakken inkopen, deze vetmesten in zijn groeipark, om deze dan aan het eind van het seizoen weer te verkopen. Op deze manier heeft hij geen omkijken naar de kennis en aandacht die vereist is voor de planning en reproductie van slakken en heeft hij een vast extra inkomen naast zijn andere bronnen. Dit is overigens een praktijk die voor zover bekend niet in Nederland voorkomt, maar veelvuldig in lagelonenlanden toegepast wordt.

### Voorwaarden

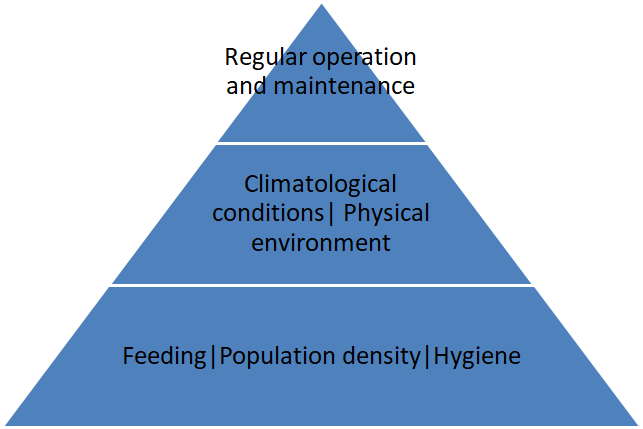
Technische randvoorwaarden voor een succesvolle slakkenkwekerij

Randvoorwaarden voor een succesvolle slakkenkweek zijn de volgende:
Primaire voorwaarden, die ervoor zorgen dat de slakken gezond en gelukkig blijven (geen ziekten en minimaal ontsnappingsgedrag) zijn voedingsregime (juiste voeding, voldoende hoeveelheden); bevolkingsdichtheid - deze moet voor de moederslakken tussen de 1 en 2.5 kg biomassa/m² kruipoppervlak liggen en mag 5 kg/m² voor de opgroeiende slakken zijn; en hygiëne.
Een goed geregeld klimaat stimuleert de reproductie en ontwikkeling van de slakken. Idealiter zijn temperatuur, luchtvochtigheid, daglicht, en ventilatie afgestemd op elke afzonderlijke fase met een afgestemde variatie tussen dag en nacht.
Voorts is systematische management (running en onderhoud) en ijzeren discipline van belang dat de hele kwekerij efficiënt en winstgevend verloopt. Voorbeelden van onregelmatigheden zijn; een paar keer de sprinklers niet laten werken kan tot estivatie en onregelmatige groei leiden; te veel voeder en gebrek aan schoonmaak van de voederbakken leidt tot ongedierte en ziekten en dus hoge mortaliteit, overbevolking leidt tot dwergvorming.

### Kwekerijtypen

#### Openluchtkwekerij

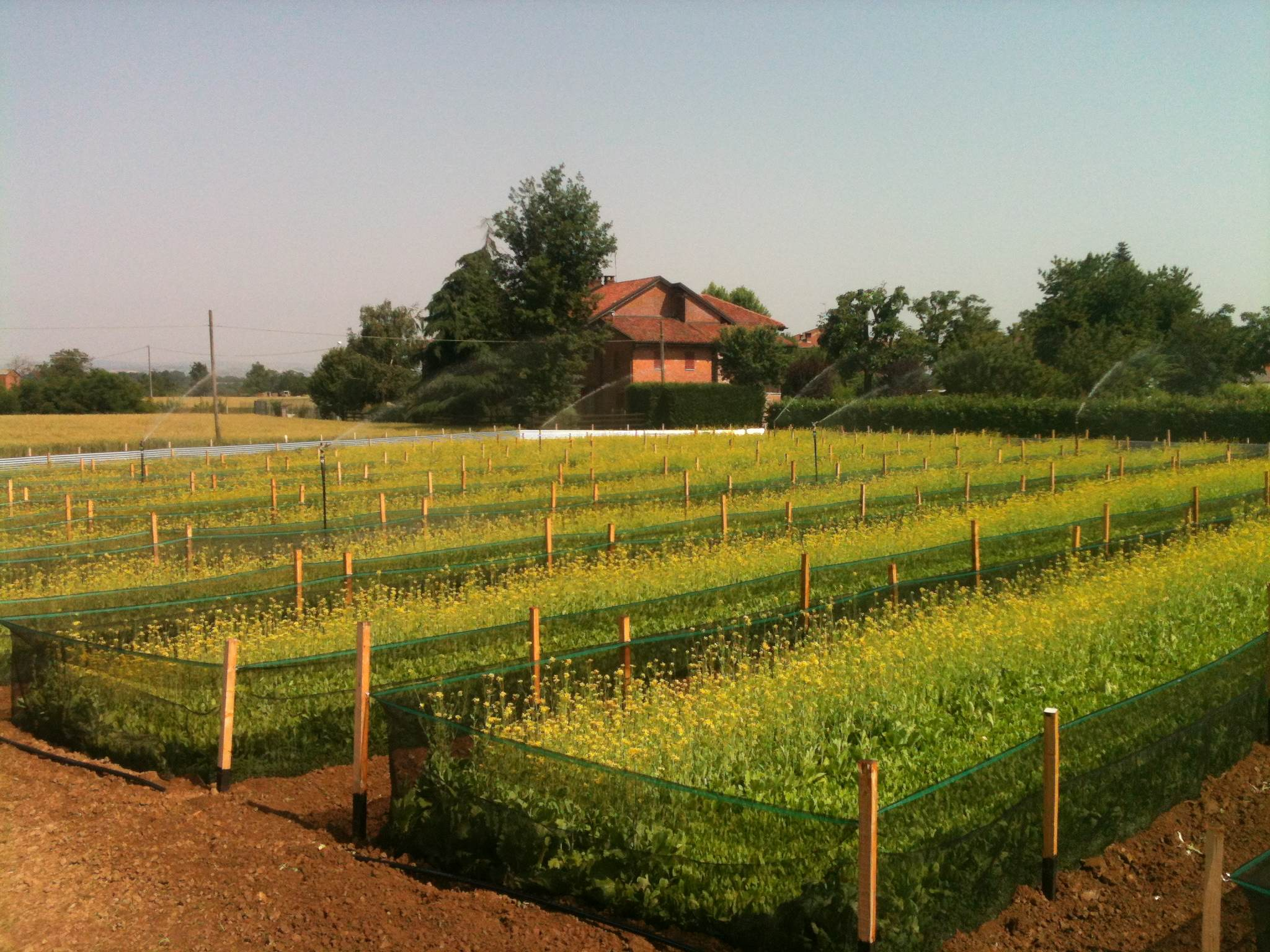
Een biocycle slakkenboerderij in Italië

In de openluchtkwekerij worden alle fasen van hibernatie tot het volgroeien in de openlucht doorlopen en de slakken worden daarvoor hooguit tweemaal verplaatst. Als voeding is er uitsluitend geselecteerde vegetatie dat in de parken gecultiveerd wordt. Het International Snail Breeding Institute in Italië heeft zich in deze biocycle-methode gespecialiseerd. Het onderscheidt zich van de biologische kweek door het gebruik van chemicaliën ter verdelging van onkruid en ongedierte, en kunstmest om hetzelfde terrein jaar in jaar uit zonder pauze te kunnen gebruiken. De efficiëntie is relatief laag als gevolg van het feit dat alles in de open lucht, ofwel onder ongecontroleerde condities, gebeurt. Daar staat tegenover dat de investering ook relatief laag is.

#### Hybridekwekerij

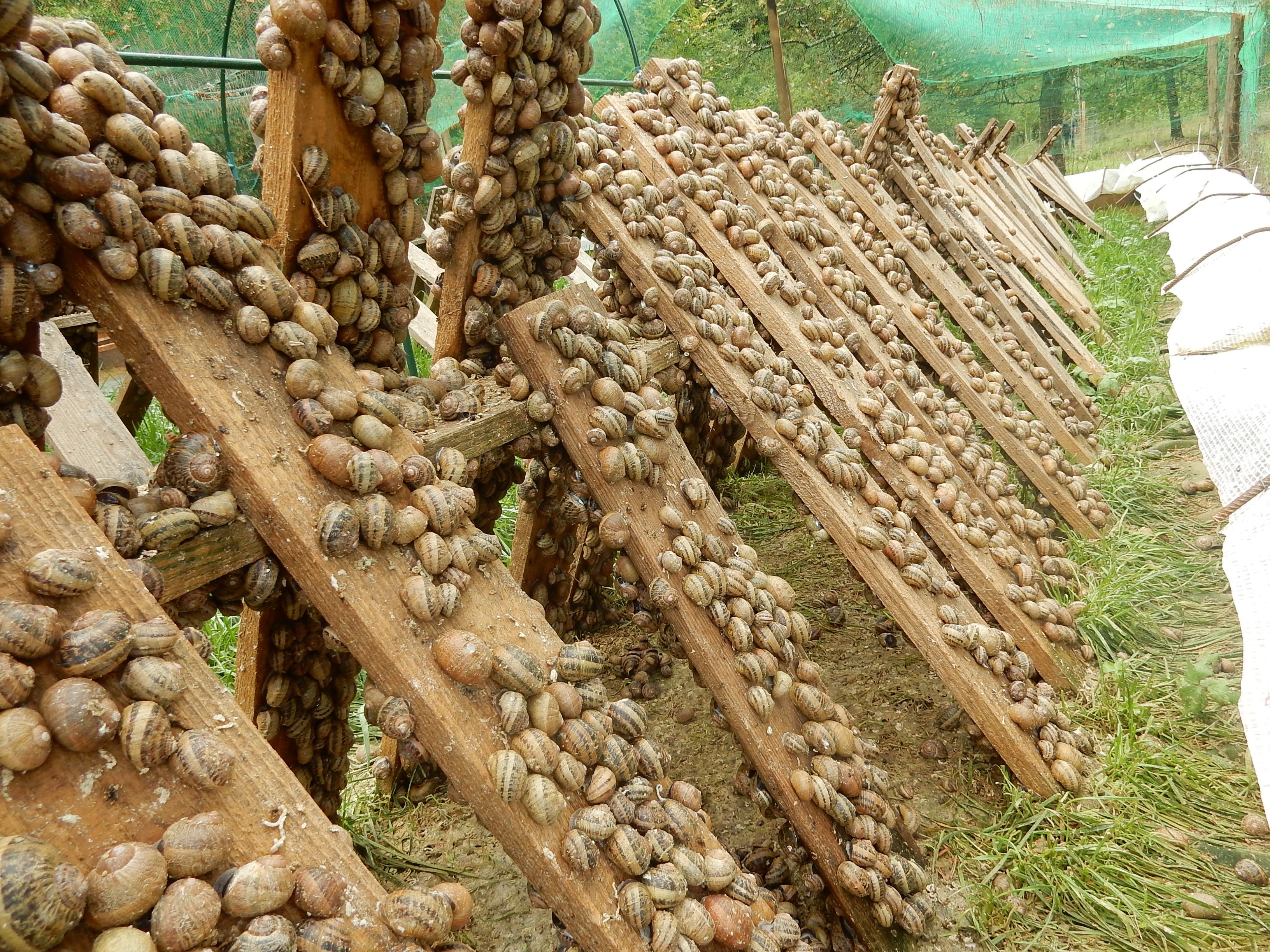
Klassieke Franse methode

De hybride-, ofwel half-openluchtkwekerij, is de klassieke methode die in Frankrijk alsook in Nederland veelvuldig toegepast wordt. Deze technologie-intensievere methode maakt het mogelijk de kweek te doen in minder gunstige klimaten: de reproductie en aansterken van babyslakjes in de grillige lente, alsook het uitgroeien van de laatste slakken in het najaar kan dan 'binnenshuis' (meestal in een soort kas) gedaan worden. Hoewel deze methode relatief kapitaalintensief is en veel kennis en inspanning vereist, heeft het als voordeel dat met een beetje inventiviteit het met allerhande materialen gebouwd en onderhouden kan worden.

#### Indoorkwekerij
De indoor-slakkenkwekerij is verreweg de meest kapitaalintensieve vorm van slakkenkweek en vergt ijzeren discipline om het goed te laten lopen. De condities van een indoorslakkenkwekerij zijn te vergelijken met die van een championnenkwekerij.
's Werelds eerste indoor-slakkenkwekerij zou in 1990 in Zeeland zijn geweest. In dezelfde periode werd in België geëxperimenteerd met een industrieel systeem waar de slakken in mobiele bakken aan een railssysteem gekweekt werden. Hiermee zou ruimte gewonnen worden en op arbeidskracht bespaard worden. De kweek leek echter negatief beïnvloed te worden door de mobiliteit. Ook in Spanje zijn meerdere pogingen met professionele indoorkwekerijen ondernomen, maar het systeem is echter zo kapitaalintensief dat dit systeem nog niet rendabel is gebleken.

#### Biologische kwekerijen
Wat biologische landbouw in het algemeen en biologisch slakkenkweek in het bijzonder is, is een filosofische discussie. Dit blijkt mede uit de wettelijke voorschriften en standaarden die per land en per instituut variëren. In Nederland heeft Skal voor 2000 in samenwerking met de slakkenkwekerij van Kerckhaert een eerste EKO-keurmerk voor slakken ontwikkeld. In Frankrijk ontwikkelde ECOCERT enkele jaren later eveneens een standaard voor biologische slakkenkweek.

#### Amateurkwekerijen
Tot slot zijn er veel hobbykwekerijen die er in allerhande vormen zijn. Amateurkwekers die in de loop van de tijd toch willen professionaliseren, dienen modulaire systemen te overwegen, die geleidelijke uitbreiding toelaten.

## Verwerking

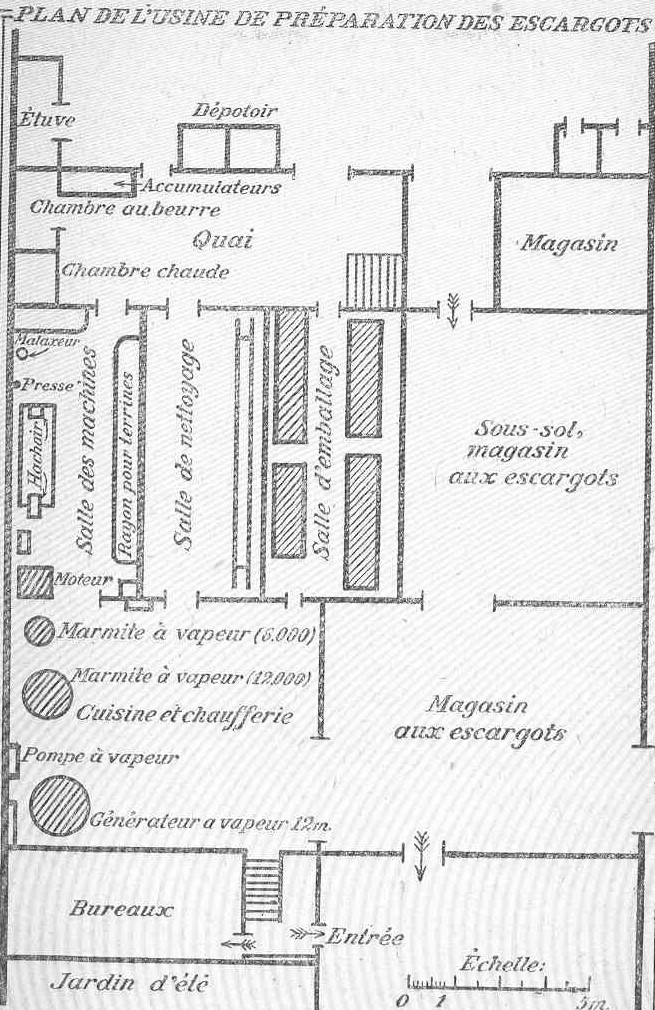
Plattegrond van de keuken in het eerdergenoemde bedrijf van rond 1900. Hoewel de verwerking van slakken anno 2020 gestandaardiseerd en verfijnd is, is het proces sindsdien niet veel veranderd.

Nadat de slakken gedurende een periode tussen vier dagen en twee weken gedroogd zijn en mogelijk bijgevoederd met specerijen, zijn ze geschikt voor verwerking tot een maaltijd. De volgende beschrijving is een algemene procesbeschrijving waarvan afgeweken kan worden afhankelijk van of het om ambachtelijke of fabrieksmatige verwerking gaat en afhankelijk van het beoogde eindproduct.
De dieren worden gedurende een eerste kook van enkele minuten gedood. Deze kook dient bovendien ter onthechting van de dieren van hun huisjes. Het vlees wordt vervolgens uit de huisjes gehaald en afhankelijk van de soort slak en wetgeving van het land waar de slakken worden vermarkt, worden de ingewanden afgeknipt. Het proces splitst zich hier in tweeën: de huisjes worden gedesinfecteerd, gedroogd, op breuk geselecteerd en opgeslagen voor latere verwerking in het product.
Het vlees wordt herhaaldelijk gewassen ter verwijdering van het laatste vuil en slijm waarna, als het om grote hoeveelheden gaat, het vlees wordt diepgevroren voor latere verwerking. Indien het direct verwerkt wordt, wordt het tussen drie kwartier en anderhalf uur gekookt met geselecteerde aroma's.
In een apart proces worden de ingrediënten klaargemaakt die in het eindproduct verwerkt zullen worden. Dit kunnen diverse groenten en specerijen zijn en veelgebruikt is boter, peterselie, knoflook, peper en zout, voor de vervaardiging van kruidenboter, veelgebruikt in escargotgerechten.
Afhankelijk van het beoogde eindproduct - geweckt, conserven, of ingevroren kant-en-klare maaltijd; en het recept dat beoogd wordt, wordt het vlees in de huisjes teruggestoken en wordt het met specerijen geprepareerd. Het eindproduct wordt met een autoclaaf gesteriliseerd, geconserveerd, of ingevroren.

## Het product

### Gekweekte vs. natuurlijke slak
In tegenstelling tot de meeste andere natuurproducten geldt dat de gekweekte slak gezonder, smaakvoller en malser is dan de slak die in het wild is geraapt. Van slakken die in de natuur geoogst worden weet men de leeftijd niet, is het vlees taaier door langere voedselzoektochten en worden verschillende soorten bij elkaar gestopt en is het niet duidelijk of ze gedurende de oogst nog gezond en wel leven. Dit zijn factoren die bijdragen aan een grote variabiliteit en dus onzekere kwaliteit van het slakkenvlees. heden worden de wild-geoogste slakken bovendien in groten getale door ongetrainde en weinig gecontroleerde verzamelaars in het buitenland gedaan, en worden de slakken en masse verwerkt. Dit leidt weliswaar tot goedkopere producten, maar kwaliteit is navenant.
Van de gekweekte slak weet men precies om welke soort het gaat, hoe oud het is en op welk dieet het geleefd heeft voordat het geoogst en klaargemaakt wordt. De bereiding zelf is ook kleinschalig en ambachtelijk. Het eindresultaat is relatief duur, maar de kwaliteit is stabiel en hoog.

### Slakkenproducten
Er zijn vele recepten om slakken te koken, ofwel escargot te bereiden. Het vergt echter veel tijd voor de consument om levende slakken te bereiden. De slakkenkweker kan daarom de primaire bewerking (laten) verzorgen, vergelijkbaar als wat met vlees, gevogelte en vis gedaan wordt. Slakkenproducten op de markt bestaan dan ook naast levende slakken vooral uit een reeks van al dan niet onthuisd slakkenvlees, gekookt in een speciale bouillon waarmee de consument zijn eigen recepten kan volgen, tot aan kant-en-klare slakken in hun huisje met saus, die slechts even in de oven opgewarmd hoeven te worden.
Slakkenkaviaar is een exclusieve delicatesse, waarvoor op de kwekerij een laboratorium aanwezig moet zijn indien de kweker deze als product wenst te verkopen.
Slakkenslijm van in het bijzonder de segrijnslak is wereldwijd een trend vanwege de vermeende medische eigenschappen. Dit marktsegment is in geheimzinnigheid gewenteld: de extractiemethode van slijm is controversieel en arbeidsintensief en wordt derhalve door ondernemers die een efficiënte methode gevonden denken te hebben als het geheim van de smid bewaard. Hoewel slakkenslijmproducten zoals handcrèmes, huidreparatiecrèmes, lotions, etc. bewezen hebben succesvol te zijn, is er wetenschappelijk nog veel onduidelijkheid over de feitelijke medicinale effecten van het slijm.

## Slakkenkweek in Nederland
Slakken kweken is arbeidsintensief en vergt kennis die relatief weinig voorhanden is. Naarmate het klimaat minder gunstig is, vergt de kweek ook meer water en energie om een omgeving te garanderen waarin de slakken optimaal kunnen gedijen. Daarbij komt dat de slak nog altijd een delicatesse is die weinig gegeten wordt in Nederland: jaarlijks wordt hier gemiddeld slechts één gekookte slak per persoon gegeten. Deze factoren dragen bij aan het geringe aantal professionele kwekerijen in Nederland, die anno 2022 nagenoeg op één hand te tellen zijn. Naast deze kwekerijen zou er nog eens een vergelijkbaar aantal amateurkwekers zijn, die slakken in hun achtertuin houden.
| Kwekerij                | Capaciteit                           | Jaren      | Lokatie                   | Bijzonderheden                                        | Ref                                |
| ----------------------- | ------------------------------------ | ---------- | ------------------------- | ----------------------------------------------------- | ---------------------------------- |
| Slakken Carcollen       | 15 000 slakken/jaar                  | 1950-1968  | Limburg, Valkenburg       | Wijngaardslakken                                      | [ 32 ] [ 33 ]                      |
| Herman Nuss             | (Onbekend)                           | 1968-1974? | Gelderland, Beekbergen    | Wijngaardslakken                                      | [ 11 ] [ 12 ] [ 13 ] [ 14 ] [ 15 ] |
| Helas; In den Wijngaard | 35 000 kg/jaar; 3,5 mn slakken/ jaar | 1990-heden | Zeeland, Aardenburg       |                                                       | [ 26 ] [ 35 ] [ 36 ] [ 37 ] [ 38 ] |
| Van Langeraad           | (Onbekend)                           | 1991-2018? | Zeeland, Kerkwerve        | Kwekerij als nevenactiviteit                          | [ 20 ] [ 40 ] [ 41 ]               |
| Kerckhaert              | 45 000 slakken/jaar                  | 1991-2012? | Noord-Holland, Middenmeer | Eerste Nederlandse slak met EKO-keurmerk              | [ 19 ] [ 21 ] [ 22 ]               |
| Boerenslak              | 40 000 slakken/jaar                  | 2008-2017  | Groningen, Zuidbroek      |                                                       | [ 43 ] [ 44 ]                      |
| Slow Escargots          | 150 000-500 000 slakken/jaar         | 2012-heden | Gelderland, Nieuwaal      | Zelfverklaard CO2-neutraal ecologisch slakkenkwekerij | [ 46 ] [ 47 ] [ 48 ] [ 49 ]        |
| Dutch Snail Products    | 60 000 slakken/jaar                  | 2014-heden | Limburg, Montfort         |                                                       | [ 51 ]                             |
| 't Slakkenhuys          | 150 000 slakken/jaar                 | 2014-heden | Limburg, Ospel            |                                                       | [ 53 ] [ 54 ]                      |
| De Slakkentuin          | (Onbekend)                           | 2015-heden | Brabant, Reusel           | Sinds 1990 experimenteel actief                       | [ 18 ] [ 23 ] [ 56 ] [ 57 ]        |
| Escargots & Zo          | 40 000 slakken/jaar                  | 2016-2019  | Zuid-Holland, Leimuiden   |                                                       | [ 59 ] [ 60 ] [ 61 ]               |
| De Zeeuwse Slakkentuin  | (Onbekend)                           | 2016-2021  | Zeeland, Middelburg       |                                                       | [ 62 ] [ 63 ]                      |
| Slaque                  | 15 000 slakken/jaar                  | 2016-heden | Limburg, Melderslo        |                                                       | [ 65 ] [ 66 ] [ 67 ]               |
| Sexbierumer Escargots   | 40 000 slakken/jaar                  | 2017-heden | Friesland, Sexbierum      |                                                       | [ 69 ]                             |